# Тадеуш Лер-Сплавінський
Тадеуш Лер-Сплавінський (пол. Tadeusz Lehr-Spławiński, 20 вересня 1891, Краків — 17 лютого 1965, Краків) — польський мовознавець-славіст, академік Польської АН (з 1952 року).

## Біографія
Закінчив Краківський університет 1913 року. Професор Познанського (1919-21), Львівського (1922-29) і Краківського (1929—62) університетів, одночасно у 1945—1962 роках — директор Інституту мовознавства в Кракові. В 1939 році перебував у концтаборі Заксенгаузен.

## Праці
Автор праць з загальних питань славістики та слов'янської акцентології, з польської, чеської, української, російської та інших мов: «Із спостережень над слов'янським наголосом» (1917), «Полабська граматика» (1929), «Про походження і прабатьківщину слов'ян» (1946), «Нарис історії української мови» (1956, у співавторстві).